# Mugonzwe
Mugonzwe är ett vattendrag i Burundi.   Det ligger i provinsen Mwaro, i den centrala delen av landet, 40 kilometer öster om huvudstaden Bujumbura.
Omgivningarna runt Mugonzwe är en mosaik av jordbruksmark och naturlig växtlighet. Runt Mugonzwe är det tätbefolkat, med 383 invånare per kvadratkilometer.